# Sendangagung (Ngawen)
Sendangagung is een bestuurslaag in het regentschap Blora van de provincie Midden-Java, Indonesië. Sendangagung telt 900 inwoners (volkstelling 2010).